# Roseland (Nebraska)
Roseland es una villa ubicada en el condado de Adams en el estado estadounidense de Nebraska. En el Censo de 2010 tenía una población de 235 habitantes y una densidad poblacional de 341,11 personas por km².

## Geografía
Roseland se encuentra ubicada en las coordenadas 40°28′11″N 98°33′31″O / 40.46972, -98.55861. Según la Oficina del Censo de los Estados Unidos, Roseland tiene una superficie total de 0.69 km², de la cual 0.69 km² corresponden a tierra firme y (0%) 0 km² es agua.

## Demografía
Según el censo de 2010, había 235 personas residiendo en Roseland. La densidad de población era de 341,11 hab./km². De los 235 habitantes, Roseland estaba compuesto por el 100% blancos, el 0% eran afroamericanos, el 0% eran amerindios, el 0% eran asiáticos, el 0% eran isleños del Pacífico, el 0% eran de otras razas y el 0% pertenecían a dos o más razas. Del total de la población el 0% eran hispanos o latinos de cualquier raza.